# Homegrown
Homegrown es un álbum de estudio del músico canadiense Neil Young, programado para ser publicado el 19 de junio de 2020 por la compañía discográfica Reprise Records. Grabado entre 1974 y 1975 y definido por el propio músico como un "álbum puente entre Harvest y Comes a Time, fue archivado durante 45 años y finalmente publicado en 2020.

## Trasfondo
1974 fue un año turbulento a la vez que productivo para Young. Con el álbum Tonight's the Night aun inédito en 1973, el músico grabó On the Beach en la primavera de 1974 para publicarlo en julio. También reunió a Crosby, Stills, Nash & Young en su rancho para una sesión de grabación finalmente suspendida, antes de emprender una gira con el grupo. Durante ese año, Young estrenó diecisiete canciones en directo.
Tras la gira, Young organizó sesiones de grabación en Nashville, Los Ángeles y en su propio rancho para un nuevo álbum. El 11 de diciembre grabó «The Old Homestead» con Levon Helm a la batería, seguida dos días después por «Star of Bethelem» y «Deep Forbidden Lake» en el mismo estudio. Una semana después, grabó «Little Wing» en los Village Studios de Los Ángeles. 
Las canciones de estas sesiones son principalmente acústicas, varias de ellas interpretadas en solitario con guitarra acústica y armónica. Sobre la temática, Young comentó que Homegrown era el "enlace perdido entre Harvest, Comes a Time, Old Ways y Harvest Moon", con varias canciones muy personales después de su relación fallida con la actriz Carrie Snodgress. En una entrevista con Cameron Crowe, el músico reconoció que "era un poco demasiado personal... me asustó".

## Lista de canciones
Todas las canciones escritas y compuestas por Neil Young excepto "We Don't Smoke It No More", escrita por Neil Young y Ben Keith. 
| Cara A |                  |          |  |
| N.º    | Título           | Duración |  |
| 1.     | «Separate Ways»  | 3:33     |  |
| 2.     | «Try»            | 2:47     |  |
| 3.     | «México»         | 1:40     |  |
| 4.     | «Love Is a Rose» | 2:16     |  |
| 5.     | «Homegrown»      | 2:47     |  |
| 6.     | «Florida»        | 2:58     |  |
| 7.     | «Kansas»         | 2:12     |  |

| Cara B |                             |          |  |
| N.º    | Título                      | Duración |  |
| 1.     | «We Don't Smoke It No More» | 4:50     |  |
| 2.     | «White Line»                | 3:14     |  |
| 3.     | «Vacancy»                   | 3:59     |  |
| 4.     | «Little Wing»               | 2:10     |  |
| 5.     | «Star of Bethlehem»         | 2:42     |  |

## Personal
- Neil Young: guitarra (1, 2, 5, 7–12), armónica (1, 4, 7–12), piano (2, 3), vaso de vino (6), narración (6) y voz (1–5, 7–12)
- Ben Keith: pedal steel guitar (1, 2), lap slide guitar (5, 8, 10), dobro (12), vaso de vino (6), narración (6) y coros (2, 8, 10, 12)
- Tim Drummond: bajo (1, 2, 4, 5, 8, 10, 12), y coros (8, 10)
- Levon Helm: batería (1, 2)
- Karl T. Himmel: batería (5, 8, 10, 12)
- Robbie Robertson: guitarra (9)
- Emmylou Harris: coros (2, 12)
- Sandy Mazzeo: coros (8)
- Stan Szelest: piano (8) y Wurlitzer (10)

## Posición en listas
| País                                | Posición |
| ----------------------------------- | -------- |
| Alemania (Media Control Charts)     | 4        |
| Australia (ARIA)                    | 17       |
| Austria (Ö3 Austria)                | 3        |
| Bélgica (Ultratop flamenca)         | 4        |
| Bélgica (Ultratop valona)           | 8        |
| Canadá (Billboard Canadian Albums)  | 51       |
| Dinamarca (Hitlisten)               | 4        |
| Estados Unidos (Billboard 200)      | 17       |
| Países Bajos (Album Top 100)        | 2        |
| Finlandia (Suomen Virallinen Lista) | 3        |
| Francia (SNEP)                      | 12       |
| Hungría (MAHASZ)                    | 8        |
| Italia (FIMI)                       | 10       |
| Nueva Zelanda (Recorded Music NZ)   | 5        |
| Noruega (VG-lista)                  | 2        |
| Portugal (AFP)                      | 7        |
| Suecia (Sverigetopplistan)          | 6        |
| Suiza (Schweizer Hitparade)         | 2        |
| Reino Unido (UK Albums Chart)       | 2        |